# Kávás
Kávás község Zala vármegyében, a Zalaegerszegi járásban. A településen polgárőrség működik.

## Fekvése
Kávás Zala vármegye északi részén, Zalaegerszegtől  nyugatra 12 kilométerre fekszik a Zala folyóhoz közel, a 7409-es út mentén; belterületének főutcája az előbbiből nyugat felé kiágazó 74 142-es út.

## Története
Első okleveles említése 1330-ból való Kawas néven. 1351-ben a Kapornaki apátság tulajdonában volt. 1366-ban a Salomvári család tulajdonaként szerepelt. 1454-ben V. László adományaként a Kawassy család kap tulajdonrészeket.
1485-ben a csébi Pogány család tagjai szerzik meg.
A török csapatok a falut nem érintették, Kerpacsics István, aki 1645 és 1657 között az egerszegi vár kapitánya, számolt be arról, hogy Kávás néhány környékbeli faluval együtt nem adott palánkfát az egerszegi vár építéséhez.

## Közélete

### Polgármesterei
- 1990–1994: Szabó László (független)[5]
- 1994–1998: Szabó László (független)[6]
- 1998–2002: Horváth Istvánné (független)[7]
- 2002–2006: Horváth Istvánné (független)[8]
- 2006–2010: Horváth Istvánné (független)[9]
- 2010–2014: Fekete Heribert László (független)[10]
- 2014–2015: Fekete Heribert László (független)[11]
- 2015–2019: Eke László (független)[12]
- 2019–2024: Eke László (független)[13]
- 2024– : Eke László (független)[1]

A településen 2015. április 12-én időközi polgármester-választást tartottak, a fél évvel korábban második ciklusára újraválasztott előző polgármester lemondása miatt.

## Népesség
A település népességének változása:
| Lakosok száma | 247  | 246  | 256  | 217  | 230  | 239  | 241  |
|               | 2013 | 2014 | 2015 | 2021 | 2022 | 2023 | 2024 |

A 2011-es népszámlálás idején a nemzetiségi megoszlás a következő volt: magyar 96,4%, cigány 1,36%. A lakosok 63,18%-a római katolikusnak, 9,2% felekezeten kívülinek vallotta magát (22,17% nem nyilatkozott).
2022-ben a lakosság 93%-a vallotta magát magyarnak, 0,4% horvátnak, 1,7% egyéb, nem hazai nemzetiségűnek (7% nem nyilatkozott; a kettős identitások miatt a végösszeg nagyobb lehet 100%-nál). Vallásuk szerint 43,5% volt római katolikus, 0,9% református, 0,4% izraelita, 3% egyéb keresztény, 1,3% egyéb katolikus, 7,8% felekezeten kívüli (43% nem válaszolt).

## További információk

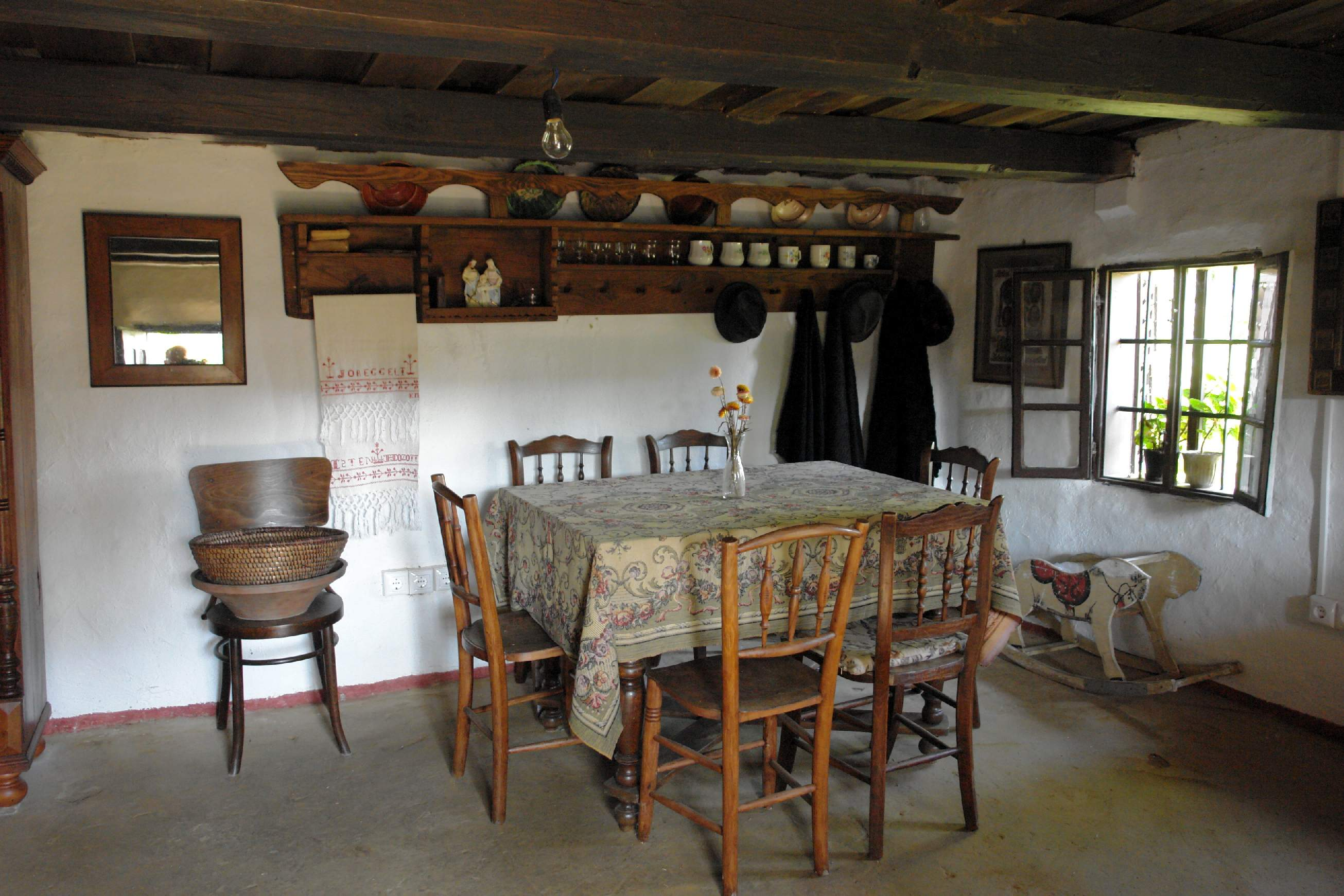
Kiállítás a múzeumházban

## Nevezetességei
- Népi Műemlékház